# Scoparia epigypsa
Scoparia epigypsa là một loài bướm đêm trong họ Crambidae.